# S/2003 J 16
S/2003 J 16 je prirodni satelit planeta Jupiter iz grupe Ananke, otkriven 2003. godine. Retrogradni nepravilni satelit s oko 2 kilometra u promjeru i orbitalnim periodom od 610.362 dana.